# Thecla yangi
Thecla yangi är en fjärilsart som beskrevs av Riley 1939. Thecla yangi ingår i släktet Thecla och familjen juvelvingar. Inga underarter finns listade i Catalogue of Life.